# Михальово (Шелотське сільське поселення)
Михальо́во (рос. Михалёво) — присілок у складі Верховазького району Вологодської області, Росія. Входить до складу Шелотського сільського поселення.

## Населення
Населення — 12 осіб (2010; 13 у 2002).
Національний склад (станом на 2002 рік):
- росіяни — 100 %